# Діно де Лаурентіс
Ді́но де Лауре́нтіс (англ. Dino De Laurentiis; 8 серпня 1919, Торре-Аннунціата — 10 листопада 2010, Лос-Анджелес) — американський продюсер італійського походження, один з найавторитетніших діячів італійського та світового кінематографу, видатний представник італійського неореалізму — напряму в кіномистецтві, основними принципами якого були натурні зйомки і звернення до життя низів.

## Біографія
Почавши свою кінокар'єру актором, він уже в 1940 році знайшов себе у продюсерстві й випустив перший фільм «Останній бій» режисера П'єро Баллеріні. За довгі роки роботи в кіно він став продюсером близько 150 картин.
Лаурентіс продюсував всесвітньо відомі неореалістичні стрічки, в тому числі за участю своєї дружини, зірки італійського кіно Сільвани Мангано — зокрема, «Гіркий рис». Він брав участь у створенні фільмів «Гіркий сміх» (1948) режисера Джузеппе де Сантіса, «Де свобода?» (1954) Роберто Росселліні, «Велика війна» (1959), де зіграли легендарні актори Альберто Сорді та Вітторіо Ґассман. Картина «Велика війна» виграла «Золотого лева» на кінофестивалі у Венеції. Крім того, великий успіх принесла Діно де Лаурентісу його спільна з Федеріко Фелліні робота над фільмами «Дорога» та «Ночі Кабірії». Обидві стрічки отримали «Оскара» у номінації «найкращий іноземний фільм».
Починаючи з 1960-х років діяльність Лаурентіса виходить за межі Італії. Він працює з такими провідними європейськими режисерами як Лукіно Вісконті («Сторонній»), П'єр Паоло Пазоліні («Чаклунки»), Інгмар Бергман («Зміїне яйце»), Жан-Люк Годар («Божевільний П'єро»), Роже Вадим («Барбарелла»), Сергій Бондарчук («Ватерлоо»), Ельдар Рязанов («Неймовірні пригоди італійців у Росії») і Мілош Форман («Регтайм»).
Переїхавши до США, Лаурентіс спродюсував такі знамениті фільми, як «Три дні Кондора», «Кінг-Конг», «Конан-варвар» і «Армія темряви». Він займався екранізацією багатьох романів Стівена Кінга і всіх фільмів про Ганнібала Лектера за винятком «Мовчання ягнят».
Останньою картиною Лаурентіса стала «Територія незайманості», що вийшла 2007 року.
У 1996 році Діно став кавалером Великого хреста ордена «За заслуги перед Італійською Республікою». У 2001 році він удостоївся почесного «Оскара».

## Фільмографія
- 1946 — Чорний Орел / Aquila Nera
- 1949 — Вовк з гори Сіла / Il lupo della Sila
- 1954 — Дорога / La Strada
- 1954 — Одіссея / Ulisse
- 1954 — Де свобода? / Dov'è la libertà?
- 1954 — Золото Неаполя / L'oro di Napoli
- 1957 — Ночі Кабірії / Le notti di Cabiriaм
- 1958 — Цей сердитий вік / This Angry Age
- 1960 — Злочин / Crimen
- 1961 — Варавва / Barabba
- 1961 — Найкращі вороги / I due nemici
- 1961 — Страшний суд / Il giudizio universale
- 1962 — Мафіозо / Mafioso
- 1964 — Моя синьйора / La mia signora
- 1966 — Вибачте, ви за чи проти? / Scusi, lei è favorevole o contrario?
- 1967 — Незрівнянний / Matchless
- 1967 — Відьми / Le streghe
- 1968 — Каприз по-італійськи / Capriccio All'Italiana
- 1970 — Ватерлоо / Ватерлоо
- 1972 — Скопоне, наукова картярська гра / Lo scopone scientifico
- 1973 — Боже, ти справді хрещений батько! / Dio, sei proprio un padreterno!
- 1973 — Серпіко / Serpico
- 1975 — Три дні Кондора / Three Days of the Condor
- 1977 — Білий бізон / The White Buffalo
- 1978 — Пограбування Брінкса / The Brink's Job
- 1978 — Король циган / King of the Gypsies
- 1980 — Флеш Гордон / Flash Gordon
- 1981 — Хелловін 2 / Halloween II
- 1981 — Регтайм / Ragtime
- 1982 — Конан-варвар / Conan the barbarian
- 1982 — Хелловін 3: Сезон відьом / Halloween III: Season of the Witch
- 1983 — Мертва зона / The Dead Zone
- 1982 — Конан-варвар / Conan the barbarian
- 1984 — Заколот на Баунті / The Bounty
- 1984 — Та, що породжує вогонь / Firestarter
- 1984 — Конан-руйнівник / Conan the Destroyer
- 1984 — Дюна / Dune
- 1985 — Срібна куля / Silver Bullet
- 1985 — Котяче око / Cat's Eye
- 1985 — Рік Дракона / Year of the Dragon
- 1985 — Руда Соня / Red Sonja
- 1986 — Нечесна угода / Raw Deal
- 1986 — Максимальне прискорення / Maximum Overdrive
- 1986 — Кінг-Конг живий / King Kong Lives
- 1986 — Синій оксамит / Blue Velvet
- 1987 — Зловісні мерці 2 / The Evil Dead II
- 1987 — Вікно спальні / The Bedroom Window
- 1990 — Години відчаю / Desperate Hours
- 1991 — Інколи вони повертаються / Sometimes They Come Back
- 1992 — Одного разу, порушивши закон / Once Upon a Crime
- 1992 — Каффс / Kuffs
- 1992 — Армія темряви / Army of Darkness
- 1993 — Тіло як доказ / Body of Evidence
- 1995 — Убивці / Assassins
- 1995 — Румпельштільцхен / Rumpelstiltskin
- 1996 — Незабутнє / Unforgettable
- 1996 — Зв'язок / Bound
- 1997 — Дорогою / Breakdown
- 2000 — U-571 / U-571
- 2001 — Ганнібал / Hannibal
- 2002 — Червоний Дракон / Red Dragon
- 2007 — Останній легіон / The Last Legion
- 2007 — Молодий Ганнібал / Hannibal Rising
- 2007 — Територія незайманості / Virgin Territory